# (36317) 2000 LL12
2000 LL12 (asteroide 36317) é um asteroide da cintura principal. Possui uma excentricidade de 0.29031450 e uma inclinação de 4.45585º.
Este asteroide foi descoberto no dia 5 de junho de 2000 por LINEAR em Socorro.